# Patrick O’Connor (Leichtathlet)
Patrick O’Connor (* 17. September 1966 in Saint Catherine Parish) ist ein ehemaliger jamaikanischer Sprinter, der sich auf den 400-Meter-Lauf spezialisiert hatte.
Den größten Erfolg seiner Karriere feierte er in der 4-mal-400-Meter-Staffel bei den Leichtathletik-Weltmeisterschaften 1991 in Tokio. Gemeinsam mit Devon Morris, Winthrop Graham und Seymour Fagan gewann er in 3:00,10 min die Bronzemedaille hinter den Mannschaften des Großbritanniens (2:57,53 min) und der USA (2:57,57 min). Bei den darauffolgenden Leichtathletik-Weltmeisterschaften 1993 in Stuttgart belegte O’Connor mit der Staffel den siebten Rang.
Zu seinen bedeutendsten Einzelresultaten zählen sein Sieg im 400-Meter-Lauf bei der Universiade 1991 sowie sein dritter Platz im 200-Meter-Lauf bei den Zentralamerika- und Karibikmeisterschaften 1989.
Seine persönliche Bestzeit von 45,50 s erzielte er am 4. Mai 1991 in Kingston.
Patrick O’Connor ist 1,83 m groß und wog zu Wettkampfzeiten von 82 kg.